# Топонимия Дании

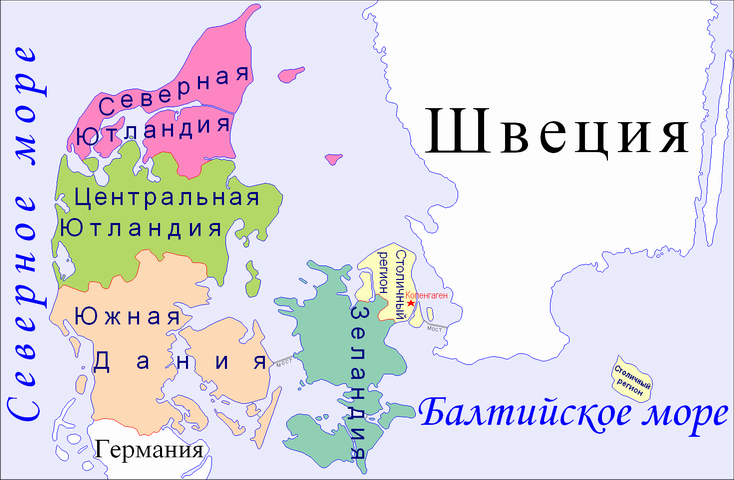
Административное деление Дании

Топонимия Дании — совокупность географических названий, включающая наименования природных и культурных объектов на территории Дании. Структура и состав топонимии страны обусловлены её географическим положением и богатой историей.

## Название страны

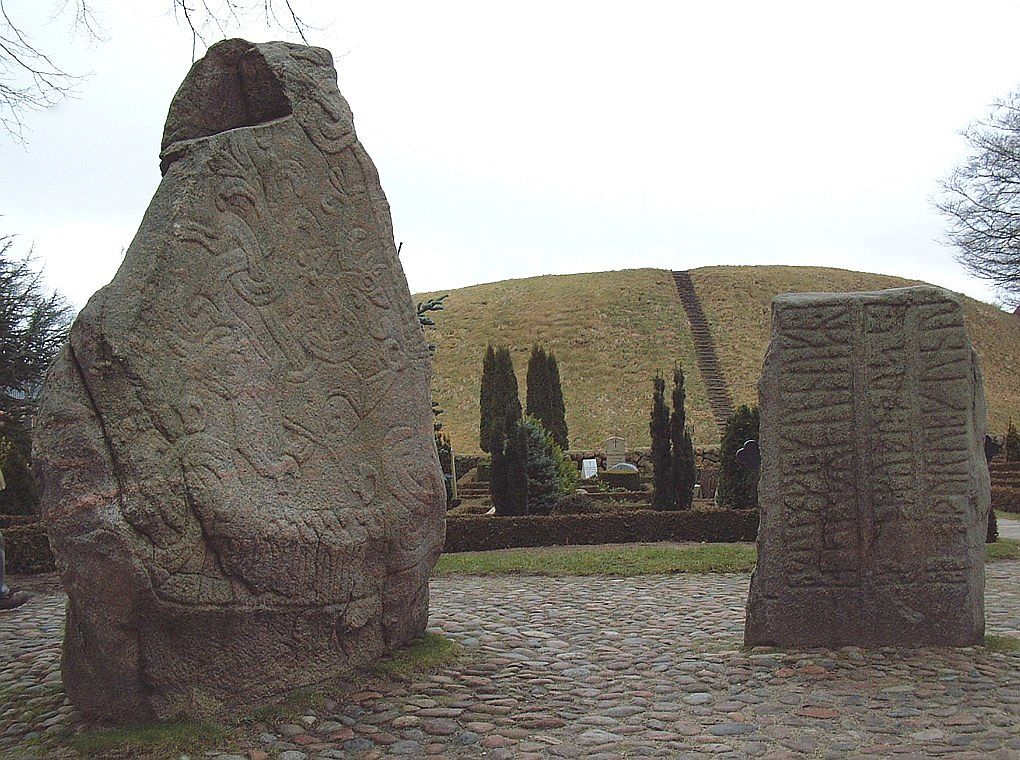
Рунные камни в Еллинге, неофициально именуемые «записью о крещении Дании», с курганом Горма на заднем плане.

Происхождение топонима «Дания» до настоящего времени остаётся предметом дискуссий. Наиболее распространённой является гипотеза, согласно которой топоним происходит от самоназвания древнегерманского племени данов, обитавшего в древности на Ютландском полуострове. Существует также версия о том, что в названии Denmark первая часть слова — Den — означает «плоская земля», аналогично немецкому Tenne — «гумно», английскому den — «низина», санскрит dhánus- (धनुस् «пустыня»), а вторая часть слова — -mark — означает «лесистую местность» или «пограничную зону» (см. марка) — вероятно, леса на границе с герцогством Шлезвиг, по аналогии с Финнмарком, Телемарком или Дитмаршеном.
Первое записанное использование слова «Дания» внутри самой Дании находится на рунических камнях в Еллинге, которые, как полагают, были установлены королями Гормом Старым (ок. 955) и его сыном Харальдом Синезубым (ок. 965). Более крупный камень считается своего рода «свидетельством о крещении» Дании (dåbsattest). С 1380 года Дания и Норвегия были объединены в датско-норвежскую унию (дат. Danmark-Norge), которая в различных формах просуществовала до 1814 года. После этого название страны «Дания» (дат. Danmark), или, официально, «Королевство Дания» (дат. Kongeriget Danmark) оставалось неизменным до настоящего времени.

## Формирование и состав топонимии
Топонимия Дании в силу исторических причин во многом схожа с топонимией других скандинавских стран, но в то же время отличается чётко выраженной спецификой. Согласно исследованиям польского топонимиста Ю.Сташевского, в списке топонимов Дании XIII века из 182 топонимов 39 было непознаваемыми (древнейшими), 21 — мифологическими, 63 — характеризующими природные условия, 16 — патронимическими и 64 относилось к другим категориям.
Топономикон Дании включает много названий, пришедших из древнедатского языка, а возможно, и из многих диалектов немецкого языка. Среди датских ойконимов часто встречается формант -борг («крепость»): Ольборг, Виборг, Силькеборг, Сканерборг и другие. Некоторые топонимы близки к норвежским и шведским: Эбельтофтвик, Рикебинг-фьорд. Слово «фьорд», как и в Норвегии, в Дании обозначает морской залив, но с точки зрения физико-географической эти понятия в датском и норвежском языках различаются. Наряду со словом «фьорд» в датском применяется и слово «бугт» («бухта»), означающее более широкий и мелководный по сравнению с фьордом, залив: Орхус-Бугт, Ольборг-Бугт, Ольбек-Бугт, Яммер-Бугт. Гидронимы в Дании получают дополнительную частицу «о» (в русской транскрипции) вместо шведского «эльв»: Оденсе-О, Скерн-О, Конге-О, Сус-О, Стор-О, Оме-О, Варде-О и ряд других.
Происхождение инсулонима «Зеландия» (дат. Sjælland) до настоящего времени является спорным. Преобладающей является точка зрения, согласно которой древне-датская форма «Siâland» происходит от сочетания основы *selha- с окончанием *wundia-, которое означает «указывает, напоминает». Слово *selha- может иметь два разных значения: 1) «печать» (на современном датском языке) и 2)"глубокий залив, фьорд". Поскольку основным поселением в Зеландии ранее был город Роскилле, до которого можно добраться только по морю через узкий фьорд (ответвление Исе-фьорда), считается, что моряки назвали остров в честь него. Существует также точка зрения, что инсулоним образован от дат. sael («нерпа»). Русскими название усвоено в немецко-голландской кальке поздней формы «Зеланд» с оформлением суффиксом -ия — Зеландия. Инсулоним «Фюн» (дат. Fyn) известен с XII века в формах Fune, Fiune, что предположительно означает «пастбище». Инсулоним «Лолланд» (дат. Lolland, ранее бытовала форма Laaland) означает «низкая земля» в силу рельефа острова.
Топоним «Ютландия» (дат. Jutland, нем. Jutland) происходит от этнонима «юты» (дат. jyde, нем. jüten) — названия древнегерманского племени, жившего в начале I тысячелетия нашей эры на севере полуострова.
Названия крупнейших городов Дании имеют, как правило, либо мифологическое происхождение, либо происхождение, связанное с природными условиями данного места. Так, ойконим «Копенгаген» происходит от названия рыбацкой деревни Хавн (дат. havn — «пристань»), рядом с которой в 1167 году был построен замок. Выросший из этой деревни и замка город в 1231 году имел название Кьобмансхавн (дат. Kjobrmannshavn — «купеческая пристань»), от kjobmann — «купец, торговец». Современная форма — Кёбенхавн (дат. København, до 1906 года — Kjøbenhavn); русская форма «Копенгаген» появилась под влиянием немецкой формы названия Kopenhagen.
Ойконим «Орхус» восходит к известному с IX века названию Арос (дат. Aros —- «устье реки», от древненижненемецкого aar — «река» и датского os — «устье»). Современная форма Орхус (дат. Aarhus) возникла в результате переосмысления: датское hus — «жилище, дом».
Ойконим «Оденсе» упоминается с 1109 года в виде Othenswi, от имени скандинавского верховного бога Одина и vi — «святой»; современная форма — Оденсе (дат. Odense). Место культа, где находилось святилище Одина.
Ойконим «Ольборг» впервые упоминается в виде Алебу в надписи на монете, датируемой 1040 годом. С 1231 года название пишется как Aleborg, где ale — «узкий проток» (город находится в узкой части Лим-фьорда), и borg — «замок, крепость, укреплённый город». В Дании на протяжении некоторого времени шла дискуссия по поводу правильного написания названия города — с одной A или диграфом Аа. Официально наименование города в Датском орфографическом словаре указывается Ålborg, но в скобках допускается местное написание Aalborg. Данная норма была закреплена после реформы датского языка 1948 года.

## Топонимическая политика
Вопросами топонимической политики в Дании занимается созданная в 1910 году Комиссия по географическим названиям при Институте географических названий Копенгагенского университета.